# Британская имперская выставка (марки Великобритании)
Почтовые марки Британской имперской выставки (англ. British Empire Exhibition postage stamps) — первые коммеморативные почтовые марки Великобритании, выпущенные в связи с проведением Британской имперской выставки в Уэмбли 1924 и 1925 годов.

## Выставка
Британская имперская выставка была открыта королём Великобритании Георгом V 23 апреля 1924 года в День св. Георгия в Уэмбли — районе Лондона. В то время в состав Британской империи входили 58 колоний и зависимых территорий, из которых в выставке не участвовали только Гамбия и Гибралтар.
Проведение мероприятия обошлось в 12 млн фунтов стерлингов, в результате чего оно стало крупнейшей (на тот момент) выставкой, проведённой когда-либо в любой точке мира. Её посетили 27 млн человек. Второй этап выставки прошёл в 1925 году и собрал ещё 9 млн человек. В честь выставки было выпущено большое количество конвертов, открыток и плакатов.

## Марки

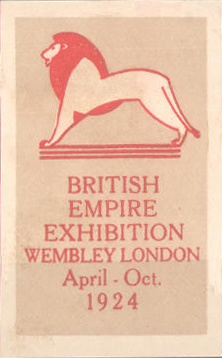
Почтовая карточка выставки 1924 года

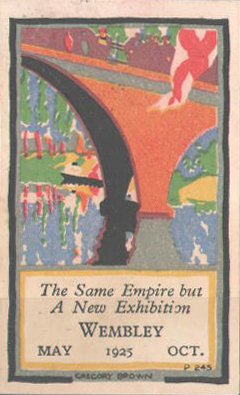
Почтовая карточка выставки 1925 года

Выставка стала первым в истории Королевской почты поводом для эмиссии памятных (коммеморативных) почтовых марок. Для проектирования макетов марок был создан специальный комитет, которому было представлено несколько готовых дизайнов, в результате чего королём Георгом был выбран проект художника Гарольда Нельсона в двух цветах.
Марки были отпечатаны компанией Waterlow and Sons в листах по 60 штук (10 рядов по 6 марок). Для обеих марок были использованы две разные перфорационные машины с одинаковым размером 14, однако один выпуск имел линейную зубцовку, а другой — гребёнчатую. Две марки первой партии были выпущены в обращение 23 апреля 1924 года и продавались только в почтовых павильонах выставки.
Марки номиналом в 1 и 1½ пенни были оформлены практически одинаково. В левом нижнем углу ближе к центру изображён лев в величественной позе, прямо над которым в художественной рамке расположена надпись: «BRITISH EMPIRE EXHIBITION 1924» («БРИТАНСКАЯ ИМПЕРСКАЯ ВЫСТАВКА 1924»). Правую часть марки полностью занимает портрет Георга V в профиль в овальной рамке, над которой возвышается корона и лавровая ветвь. В нижних углах в квадратных рамках указан номинал цифрами и горизонтальная надпись стоимости буквами. Единственным различием марок, кроме номинала, является цвет: 1 пенни — алого цвета для внутренних отправлений, 1½ пенни — коричневого для зарубежных адресов.
Вторая партия марок была выпущена 9 мая 1925 года и идентична первой за исключением даты в надписи. Впоследствии Нельсон использовал тот же мотив оформления в марках, посвящённых Конференции Почтового союза 1927 года.